# Харитонов, Андрей Игоревич
Андре́й И́горевич Харито́нов (25 июля 1959, Киев, УССР, СССР — 23 июня 2019, Москва, Россия) — советский и российский актёр театра и кино, кинорежиссёр и сценарист.

## Биография
Андрей Игоревич Харитонов родился 25 июля 1959 года в Киеве. В 1980 году окончил Киевский театральный институт имени И. К. Карпенко-Карого и тогда же дебютировал в кино заглавной ролью в фильме «Овод», снискавшей ему популярность. За прошедшие годы сыграно свыше тридцати ролей, среди которых — главные роли в фильмах «Звезда и смерть Хоакина Мурьеты», «Человек-невидимка», «Тайна „Чёрных дроздов“», «Вольный ветер» и другие.
С 1984 по 1990 годы — ведущий актёр Малого театра в Москве. Среди сыгранных ролей: Инсаров в «Накануне» И. С. Тургенева, Ипполит в «Федре» Ж. Расина, Жадов в «Доходном месте» А. Н. Островского, Джерри Райян в «Двое на качелях» У. Гибсона.
В 1991 по мотивам рассказов В. Я. Брюсова снял художественный фильм «Жажда страсти» с А. А. Вертинской, И. М. Костолевским и В. В. Раковым в главных ролях. Фильм удостоен специального приза Фестиваля «Кинотавр» в конкурсе «Кино для избранных» за 1991 год, призов «За лучшее изобразительное решение образа» и «За режиссёрский дебют» на фестивалях «Созвездие» (1992) и «Литература и кино» (1995).
Во второй половине 1990-х — режиссёр-постановщик ТВ-программ «Фабрика грёз» (ОРТ), «Фильмы нашей памяти» (ОРТ). Авторская программа «Вспышка» на телеканале «Культура».
В 2007 году — ведущий программы «Внедрение» на телеканале «Звезда».
Работал как художник-график (автор иллюстраций к сборнику мистических новелл Татьяны Рассановой, 2003).
Сыграл главную роль в фильме «Рысак». Снялся в сериалах «Юнкера» по А. И. Куприну (реж. И. Черницкий), «Молодой Волкодав» (реж. О. Фомин), телеромане «Обручальное кольцо».
Играл в антрепризах: «Заложники любви» (Н. Демчик/ реж. Г. Шапошников), «Не будите спящую собаку» (Дж. Пристли/ реж. О. Шведова), «Куколка» («Школа любви») (Г. Кейнин/ реж. В. Саркисов), «Шашни старого козла» (А. Крым/ реж. О. Шведова).
В январе 2019 года стало известно об онкологическом заболевании Андрея Харитонова. Актёр долго болел и перенёс шесть операций.
Скончался 23 июня 2019 года в Москве от рака кишечника.
27 июня состоялось прощание с актёром, на котором присутствовали лишь родные и близкие Андрея Харитонова. Согласно последней воле покойного, его тело было кремировано и похоронено на родине артиста в Киеве на Байковом кладбище.

## Личная жизнь
Более 20 лет состоял в браке с Ольгой Смирягиной, которая была председателем его фан-клуба.

## Творчество

### Фильмография

#### Актёр

##### Художественные фильмы и телесериалы
| Год       |   | Название                                     | Роль                             |
| --------- | - | -------------------------------------------- | -------------------------------- |
| 1980      | ф | Овод                                         | Артур Бертон (Феличе Риварес)    |
| 1981      | ф | На Гранатовых островах                       | Игорь Астахов                    |
| 1981      | ф | Ярослав Мудрый                               | Ясноок                           |
| 1982      | ф | Рыцарь белой королевы                        | советский гроссмейстер           |
| 1982      | ф | Звезда и смерть Хоакина Мурьеты              | Хоакин Мурьета                   |
| 1982      | ф | Тайны святого Юра                            | Роман                            |
| 1983      | ф | Вольный ветер                                | Янко                             |
| 1983      | ф | Тайна «Чёрных дроздов»                       | Ланс Фортескью                   |
| 1984      | ф | Человек-невидимка                            | Джонатан Гриффин                 |
| 1986      | ф | И в звуках память отзовётся…                 | Михаил Старицкий                 |
| 1986      | ф | Мама, родная, любимая…                       | Иван                             |
| 1986      | ф | Конец операции «Резидент»                    | Пьетро Маттинелли                |
| 1987      | ф | Вот такая история…                           | Сергей Кратов                    |
| 1987      | с | Следствие ведут ЗнаТоКи. Дело № 20. Бумеранг | Марат Былов                      |
| 1987      | с | Жизнь Клима Самгина                          | Игорь Туробоев                   |
| 1988      | ф | Тайна золотого брегета                       | Николай Прозоров                 |
| 1988      | ф | Шаг                                          | Игорь                            |
| 1989      | ф | Загадка Эндхауза                             | Джордж Челенджер                 |
| 1993      | ф | Мне скучно, бес                              | император                        |
| 1993      | с | Раскол                                       | Потресов                         |
| 1999      | ф | Любить по-русски 3: Губернатор               | директор супермаркета            |
| 2000      | ф | Романовы. Венценосная семья                  | Пьер Жильяр                      |
| 2003      | с | Инструктор (серия «Ищи бродягу»)             | Родион                           |
| 2003—2004 | с | На углу, у Патриарших 3                      | Борис Панарин                    |
| 2004      | с | Грехи отцов                                  | Николай II                       |
| 2004      | с | На углу, у Патриарших 4                      | Борис Петрович Панарин           |
| 2005      | ф | Рысак                                        | Лутошкин                         |
| 2006      | с | Юнкера                                       | Назанский                        |
| 2006      | с | Молодой Волкодав                             | должник                          |
| 2009      | с | Обручальное кольцо                           | Денис Евгеньевич Колесников      |
| 2010      | с | Голоса                                       | Ринат Арифулин                   |
| 2011      | ф | Треск                                        | майор Пришвин                    |
| 2011      | с | Остров ненужных людей                        | Константин Елизарович Волжанский |
| 2012      | с | Откровения (серия № 12 «Конференц-зал»)      | дипломат                         |
| 2012      | ф | Подпоручикъ Ромашовъ                         | Назанский                        |
| 2014      | с | Под прицелом (тря, чея серии)                | Андрей Борисович Гаврилов        |

##### Телеспектакли
| Год  |     | Название                  | Роль             |
| ---- | --- | ------------------------- | ---------------- |
| 1982 | тсп | Ассоль                    | Грей             |
| 1982 | тсп | Старинный детектив        | Мелтем (Беквит)  |
| 1983 | тсп | Ванина Ванини             | Пьетро Месирильи |
| 1983 | тсп | Кармен                    | Хозе             |
| 1987 | тсп | Братишка, люби революцию! | князь            |

#### Клипы
- 1997 — Иванушки International — Кукла

#### Режиссёр
- 1991 — Жажда страсти

#### Сценарист
- 1991 — Жажда страсти — автор сценария совместно с С. Новожиловым

### Театральные работы
- «Накануне» (И. С. Тургенев)/ Инсаров (Малый театр)
- «Федра» (Ж. Расин) / Ипполит (Малый театр)
- «Доходное место» (А. Н. Островский) / Жадов (Малый театр)
- «Двое на качелях» (У. Гибсон) / Джерри Райян (Малый театр)
- «Заложники любви» (Н. Демчик, реж. Г. Шапошников, ПЦ «Руссарт»)/ Скотт Русецки (антреприза)
- «Пока мой муж ловил треску» (Ж. Фейдо, О. Попков, реж. О. Анохина)/ (антреприза)
- «Будет жар от любви» (Д. Фо, реж. Т. Стрельбицкая)/ (антреприза)
- «Цветок кактуса» (Э. Берроуз, реж. В. Виноградов, ТД «Миллениум»)/ доктор Джулиан Уинстон (антреприза)
- «Не будите спящую собаку» («Ужин для дураков») (по пьесе Дж. Пристли «Опасный поворот», реж. О. Шведова)/ Чарльз Тревор Стэнтон/ Роберт Кэплен (антреприза)
- «Куколка» («Школа любви») (по пьесе Г. Кейнина «Новорождённая», реж. В. Саркисов)/ адвокат Ефим Золотарёв/ депутат Туз Николай Николаевич (антреприза)
- «Шашни старого козла» (А. Крым, реж. О. Шведова, ТД «Миллениум»)/ Александр Евгеньевич (антреприза)
- «Я вернусь» (Е. Петровская, реж. Т. Стрельбицкая)/ (антреприза)
- «Аудиенция» (2017) / Гарольд Макмиллан и Энтони Иден (Театр наций)

### Документальные фильмы и передачи
- «О балете. Михаил Фокин» (документальный фильм, 1984 г., диктор)
- Андрей Харитонов в программе «Ночной полёт» (недоступная ссылка) (эфир 09.11.2005, АТВ)
- Андрей Харитонов в программе «Доброй ночи» (эфир 08.08.2007, Первый канал)
- «Мой герой. Андрей Харитонов» (недоступная ссылка) (2008, документальный цикл ТВ Донецка)
- «Цена звёздной роли», ч. 1 (недоступная ссылка) (2009)
- «Цена звёздной роли», ч. 2 (недоступная ссылка) (2009)
- Пять историй. Киноистории. «Человек-невидимка» (недоступная ссылка) (2009, документальный цикл ТК РенТВ)
- «Формула любви. Андрей Харитонов» (2009, документальный цикл ТК «Интер»)
- «Необыкновенные судьбы. Андрей Харитонов» (недоступная ссылка) (2010, документальный цикл телеканала СТС)
- «Званый гость. Андрей Харитонов» (интервью 2010 года, телеканал Первый Севастопольский)
- «Киносалон. Андрей Харитонов» (эфир 07.09.2012, телеканал Раз ТВ)
- «Гость дня. Андрей Харитонов» (апрель 2013, телеканал Москва Доверие)
- Андрей Харитонов в гостях программы «Утро» (сентябрь 2013, ТК «Эфир», Казань)
- «Звёзды о звёздах. Андрей Харитонов» (октябрь 2013)
- Андрей Харитонов в программе «Гении и злодеи. Этель Лилиан Войнич» (документальный цикл телеканала «Россия-Культура», эфир 26.02.2014)
- «Рождённые в СССР. Андрей Харитонов» (эфир 02.06.2014, телеканал «Ностальгия»)

## Признание и награды
- За фильм «Овод»:
  - Приз ЦК ЛКСМУ на ВКФ «Молодость-1980» в Киеве (1980)
  - Приз «Золотая Нимфа» за лучшую мужскую роль на МФТФ в Монте-Карло (1981)
  - Государственная премия УССР имени Т. Г. Шевченко (1982)
- За фильм «Жажда страсти»:
  - Специальный приз в конкурсе «Кино для избранных?» на КФ «Кинотавр» (1991)
  - Приз жюри в номинации «Дебют» на КФ «Литература и кино» (1995)
- Кавалер Золотого Ордена «Служение Искусству» Международного Союза Благотворительных Организаций Мира (2007)
- Лауреат XXII Международного кинофорума «Золотой Витязь» (2013) — за мужскую роль второго плана (х/ф «Подпоручикъ Ромашовъ» (Россия, 2012)